# Salviac
Salviac ist ein Ort und eine südfranzösische Gemeinde (commune) mit 1.218 Einwohnern (Stand: 1. Januar 2022) im Département Lot im Norden der Region Okzitanien. Die Gemeinde gehört zum Arrondissement Gourdon und zum Kanton Gourdon. 

## Lage
Salviac liegt etwa 25 Kilometer nordnordwestlich von Cahors in der historischen Landschaft Quercy. Umgeben wird Salviac von den Nachbargemeinden Saint-Aubin-de-Nabirat im Norden, Léobard im Nordosten, Dégagnac im Osten, Gindou im Süden, Cazals im Südwesten, Marminiac im Westen und Südwesten, Campagnac-lès-Quercy im Westen sowie Florimont-Gaumier im Nordwesten.

## Bevölkerungsentwicklung
| Jahr      | 1962  | 1968 | 1975 | 1982 | 1990 | 1999 | 2006 | 2018 |
| Einwohner | 1.034 | 972  | 896  | 855  | 1003 | 1076 | 1186 | 1208 |

Quellen: Cassini und INSEE

## Sehenswürdigkeiten
- Dolmen Le Pech Curet
- Kirche Saint-Jacques-le-Majeur aus dem 12./13. Jahrhundert, Monument historique seit 1913
- Kirche Saint-Denis in Luziers, seit 1989 Monument historique
- Kapelle Notre-Dame de l'Olm, seit 1954 Monument historique
- Schloss Lacoste, seit 1962 Monument historique

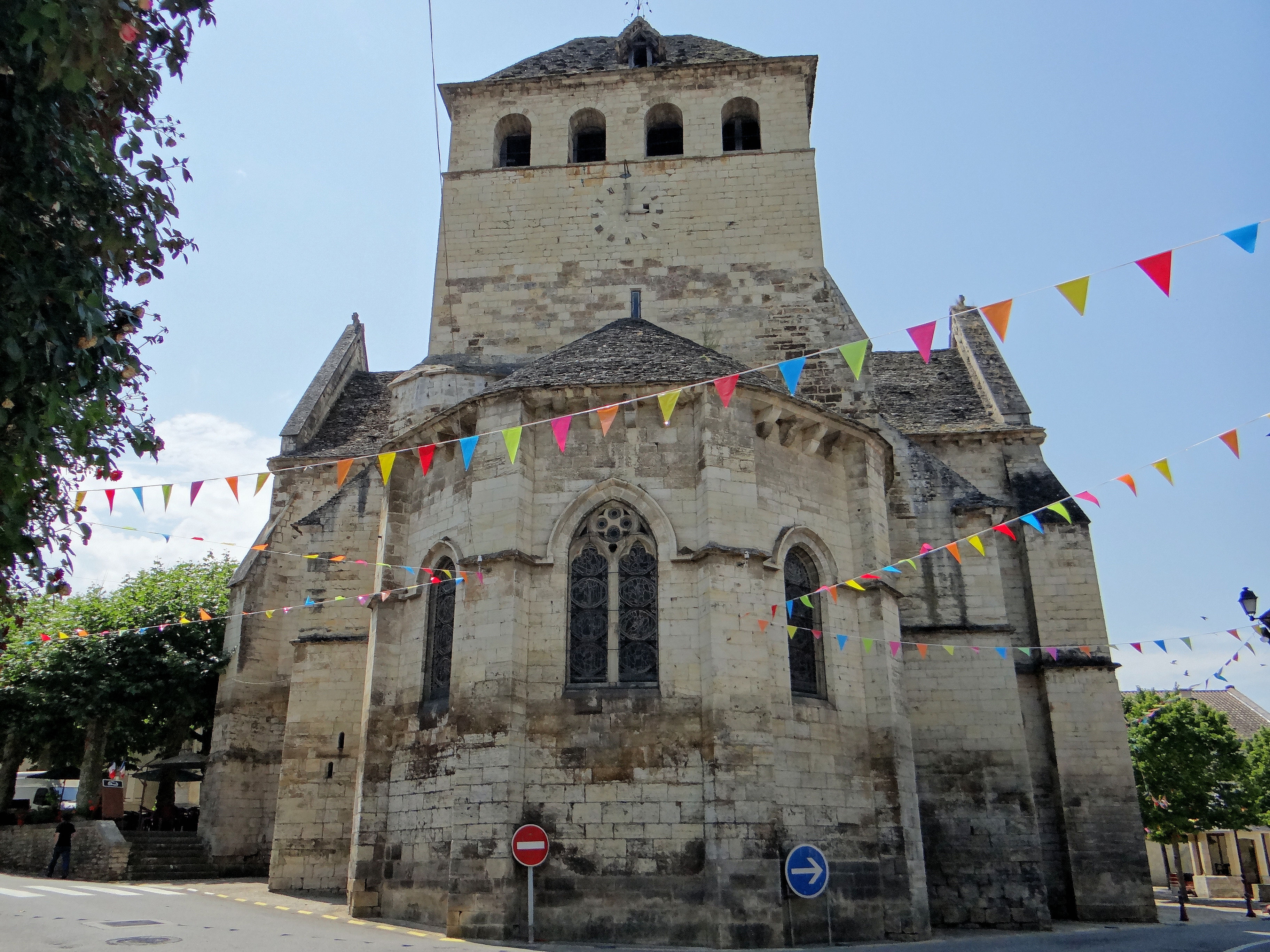
Kirche Saint-Jacques-le-Majeur
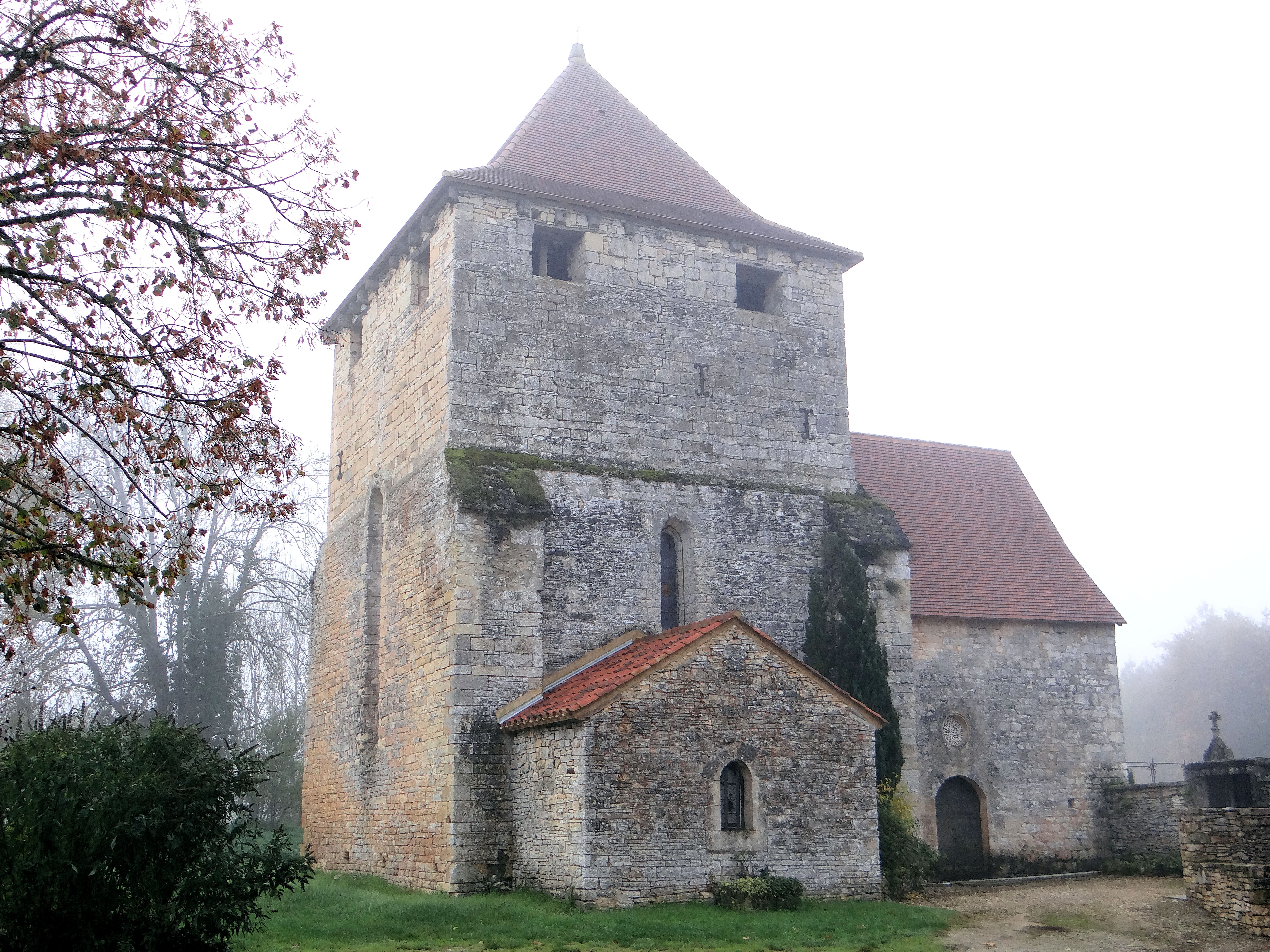
Kirche Saint-Denis
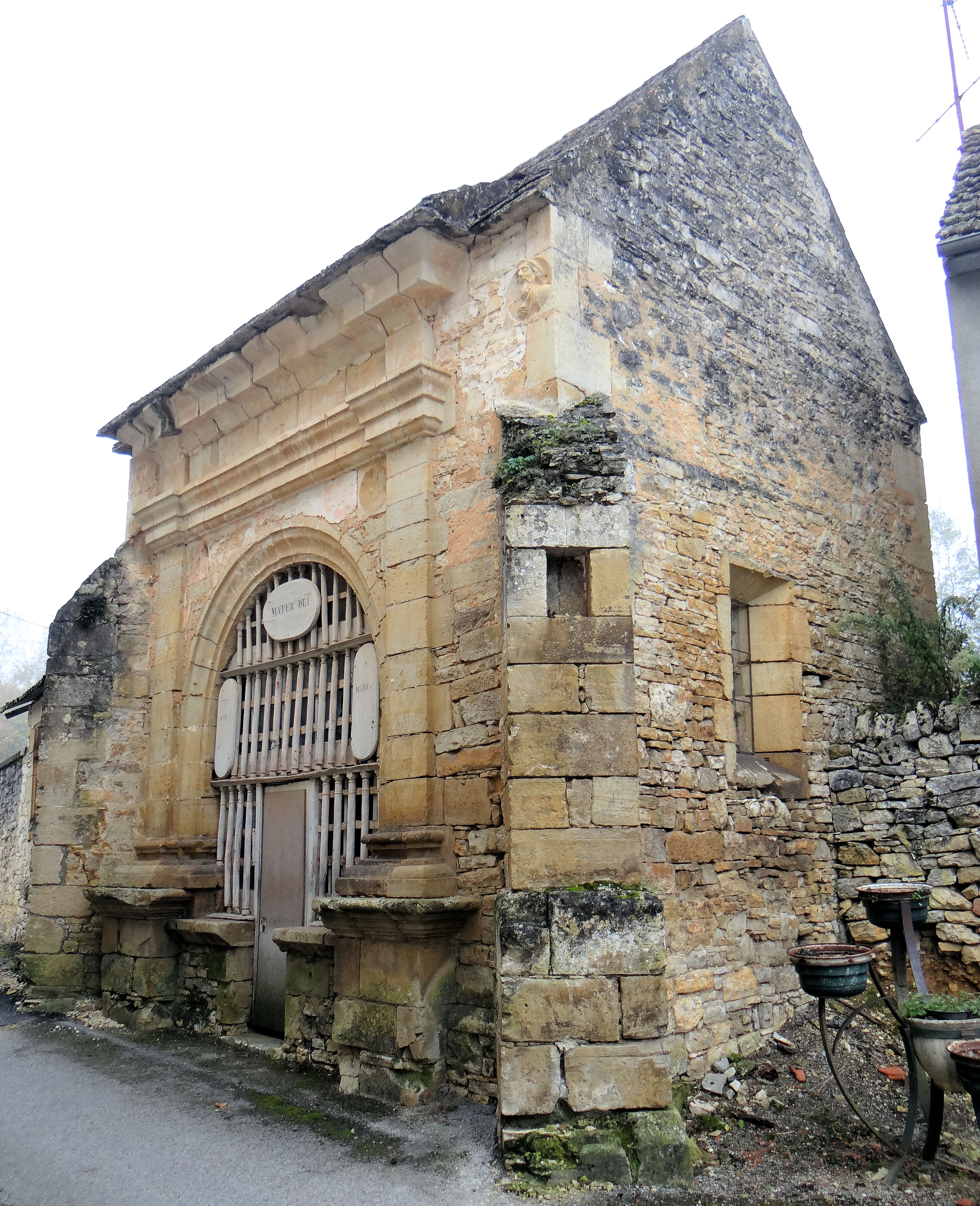
Kapelle Notre-Dame-de-l'Olm